# Plage de Port Miquel
La plage de Port Miquel est une plage de sable de l'Île-aux-Moines, dans le golfe du Morbihan. Orientée vers l'est, elle s'étend sur 140 m de longueur, en contrebas du bourg, au pied de l'église Saint-Michel, entre les pointes du Trec'h et de Brouel.